# Egå

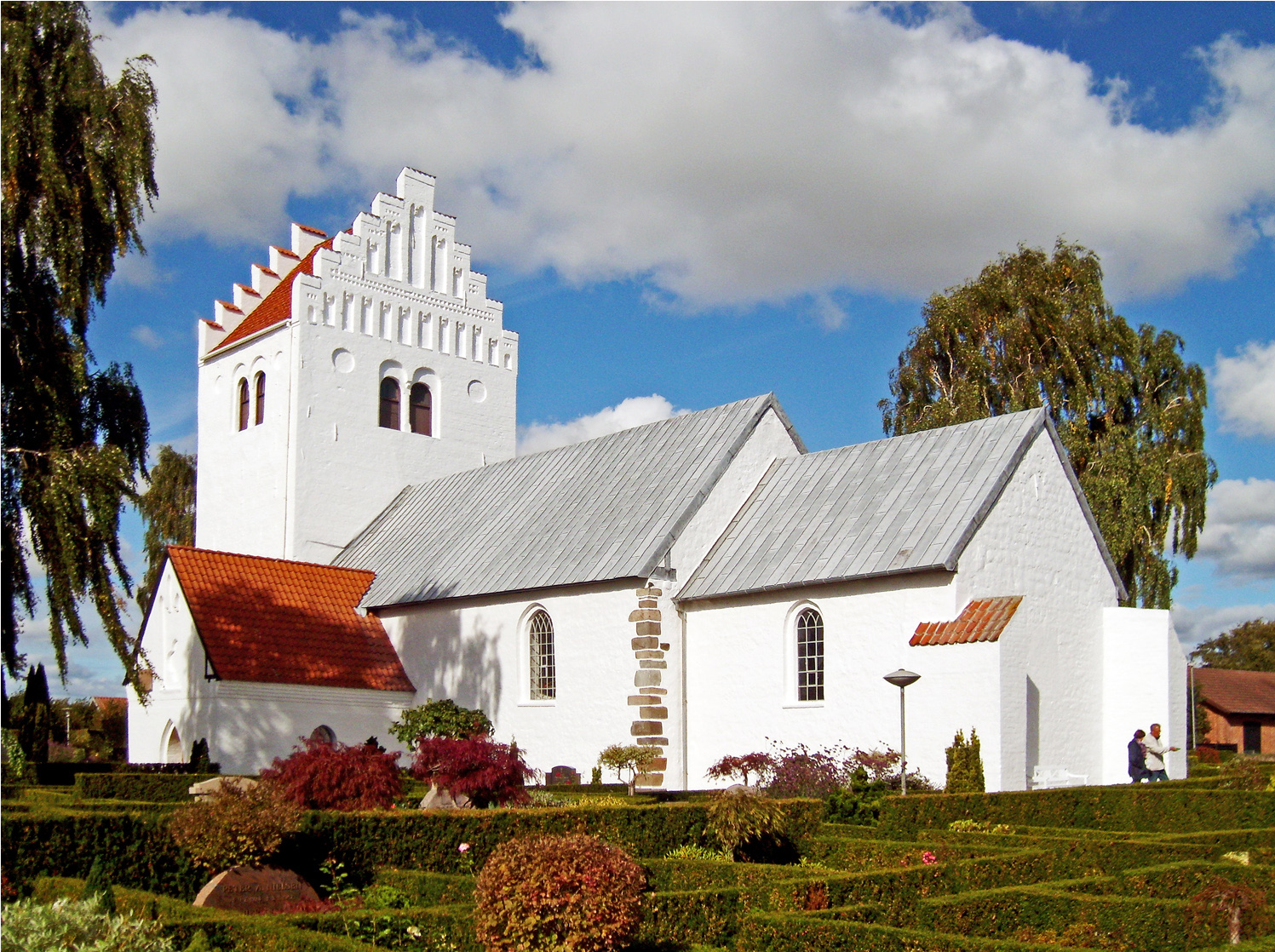
Chiesa di Egå

Egå è un quartiere periferico del comune di Aarhus, nella regione dello Jutland centrale, in Danimarca.
L'area suburbana di Egå si trova a circa 7 km a nord del centro di Aarhus e prende il nome dal torrente Egå, che attraversa la zona.

## Nome
Egå significa in danese "ruscello di quercia".
Il torrente da cui prende nome il quartiere, scorre a nord della città di Aarhus, nel fondo della piatta valle dell'Egådalen. L'intera valle dell'Egådalen - larga 1,5 km e lunga 6 km - è stata creata come una valle a tunnel alla fine dell'ultima era glaciale e conserva numerose testimonianze di attività umane preistoriche, dall'età della pietra ai giorni nostri.

## Descrizione

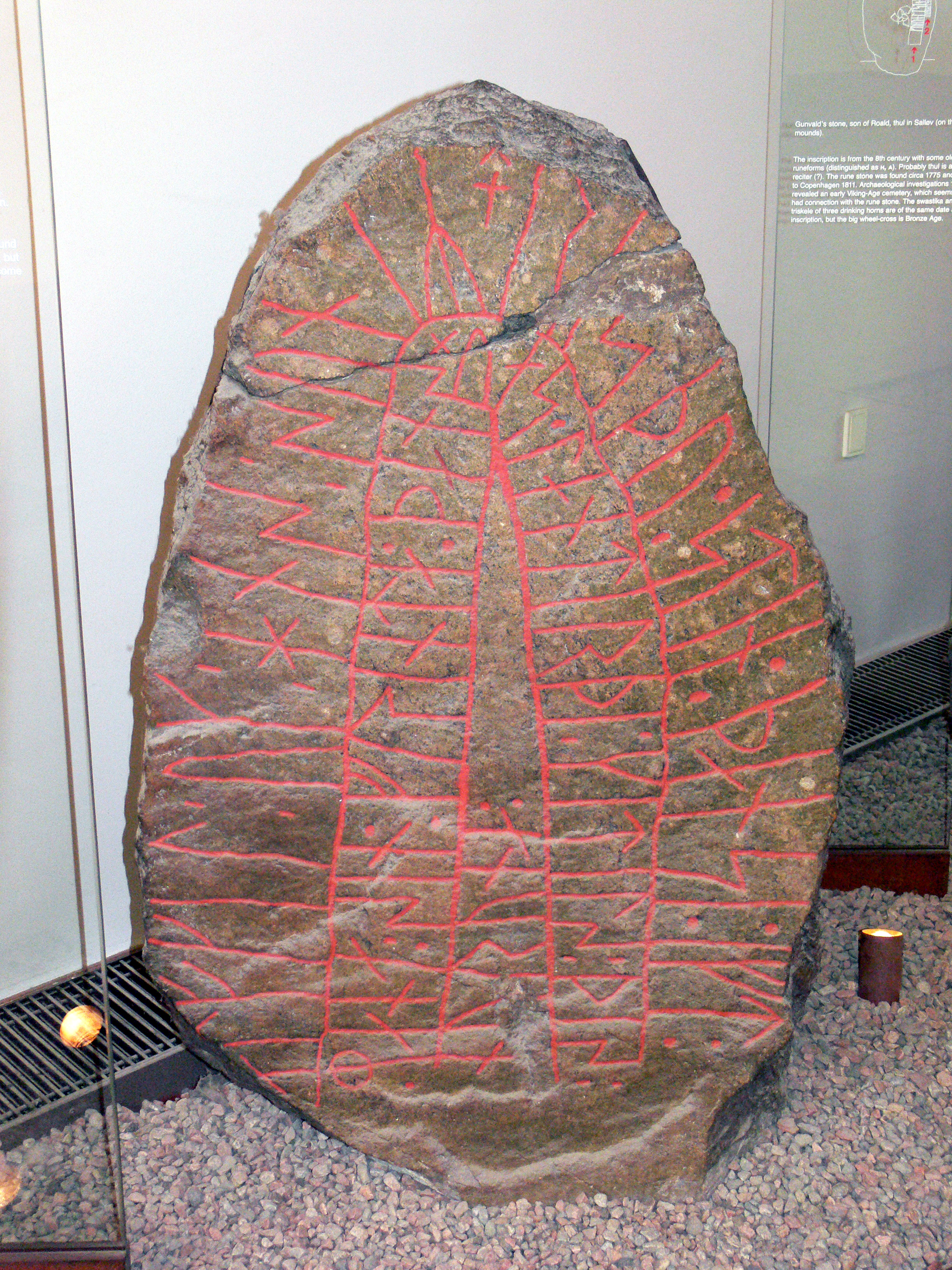
Pietra runica da Egå, oggi al Museo nazionale danese

Egå ebbe origine come villaggio rurale, probabilmente in epoca vichinga. Una pietra runica, risalente al periodo compreso tra il 970 e il 1020, è stata scoperta nel 1814 ed è esposta in modo permanente al Museo Nazionale di Danimarca.
Egå si è fusa con la città di Aarhus. Il quartiere di Skæring, a nord del centro di Egå, è stato fuso amministrativamente con Egå ed è in fase di trasformazione in area urbana. Egå è principalmente un'area residenziale con case unifamiliari e nessun grattacielo. Il sobborgo ospita un vivace porto turistico (Egå Marina), costruito nel 1978, circondato dal grande parco balneare di Åkrogen.